# Поляков Осип Єгорович
О́сип Єго́рович Поляко́в (*24 квітня 1953, с. Промзіно тепер Зубово—Полянського району Мордовії) — мокшанський мовознавець, дослідник мордовських та інших фіно—угорських мов.

## Життєпис
Доктор філологічних наук (1997), професор (1999). Лауреат Державної премії Республіки Мордовія (1999).
Народився у селянській мокшанській родині. Закінчив Мордовський державний університет (1975), аспірантуру (1978). З 1978 — старший науковий співробітник, з 1983 — вчений секретар і завідувач сектору, з 1994 — завідувач відділу мордовського мовознавства МНДІМЛІЕ.
Член координаційної Ради у науковому центрі фіно—угрознавства (з 1993), виконкому Асоціації фіно—угорських народів РФ (1995), Міжнародної спілки з фонетичних наук, виконкома Ради відродження мордовського народу (1995), представник Саранського міського комітету відродження мокши та ерзі (1995), Комітету фіно—угорських народів Росії.
У 1994 році Міжнародна бібліографічна спілка (АВІ) за наукові досягнення нагородило Полякова Міжнародним культурним дипломом Честі (Північна Кароліна, США).

## Наукова діяльність
Автор підручників, навчальних посібників, словників, наукового дослідження «Африкати та сибілянти в мордовських (мокшанській та ерзянській) мовах», статей з питання синхронічної та діахронічної фонетики, мовних контактів.
Під керівництвом Полякова підготовлені наукові праці «Сучасні мордовські мови» у 4-х томах (Фонетика. Лексика. Морфологія. Синтаксис), «Мокшансько—російський словник», допрацьовані норми мокшанської орфографії, орфоепії, пунктуації.

## Праці
- Учимся говорить по—мокшански.— Саранск, 1995
- Атянь—атяньке и синь кяльсна.— Саранск, 1991
- Мокшень кяль.— Саранск, 1992
- Мордовия. Кто есть кто. Энциклопедический словарь—справочник.— Ульяновск, 1997.— с.325.
- Пояков Осип Єгорович(рос.)